# شاهراه خراسان
شاهراه خراسان مسیری در جهت شرق–غرب در ایران بود که از دوران باستان مورد استفاده قرار می‌گرفت. این جاده که انشعابات فراوانی داشته است بخشی از شبکه جاده ابریشم بود که بین‌النهرین را به خراسان و از آنجا به آسیای میانه، چین و جنوب آسیا متصل می‌کرده است.

## منبع‌شناسی
احمد بن رسته، قدامة بن جعفر و ابن خردادبه مسیر این شاهراه را در دوران عباسیان با ذکر نام ایستگاه‌ها و فواصل آن‌ها و انشعابات مسیر توصیف کرده‌اند. جزئیات این شاهراه در دوران عباسیان بیش از هر مسیر دیگری توصیف شده است.
- احمد بن رسته، کتاب الاعلاق النفیسه
- ابن خردادبه، کتاب المسالک و الممالک
- قدامة بن جعفر، کتاب الخراج
- اصطخری، کتاب مسالک الممالک
- شمس‌الدین مقدسی، احسن التقاسیم فی معرفة الاقالیم
- شریف ادریسی، نزهة المشتاق فی اختراق الآفاق

## تاریخچه و مسیر
شواهد باستان‌شناسی نشان می‌دهد در حدود سال‌های ۱۷۰۰-۲۳۰۰ پیش از میلاد از این مسیر برای تجارت استفاده می‌شده است.

### در دوران هخامنشی
در دوران هخامنشیان این راه در واقع دنباله شرقی راه شاهی بود.
در این دوران مسیر این راه چنین بود:
- شهر هگمتانه، مرکز ساتراپی ماد
- شهر ری در ماد[۳]
- دربند کاسپی (تنگ سر دره امروزی در نزدیکی شهر ری)[۴]
- ساتراپی گرگان
- ساتراپی پارت
- شهر باختر (بلخ) مرکز ساتراپی باختر

از باختر جاده‌ای (جاده گرند ترانک) به سند منتهی می‌شده است.

### در دوران عباسیان
شاهراه خراسان به‌خصوص در دوران عباسیان توسط نویسندگان مسلمان با جزئیات توصیف شده است.
در دوران عباسیان نقش این جاده اتصال پایتخت خلافت یعنی بغداد با خراسان بوده است.
مسیر جاده اصلی چنین بوده است:

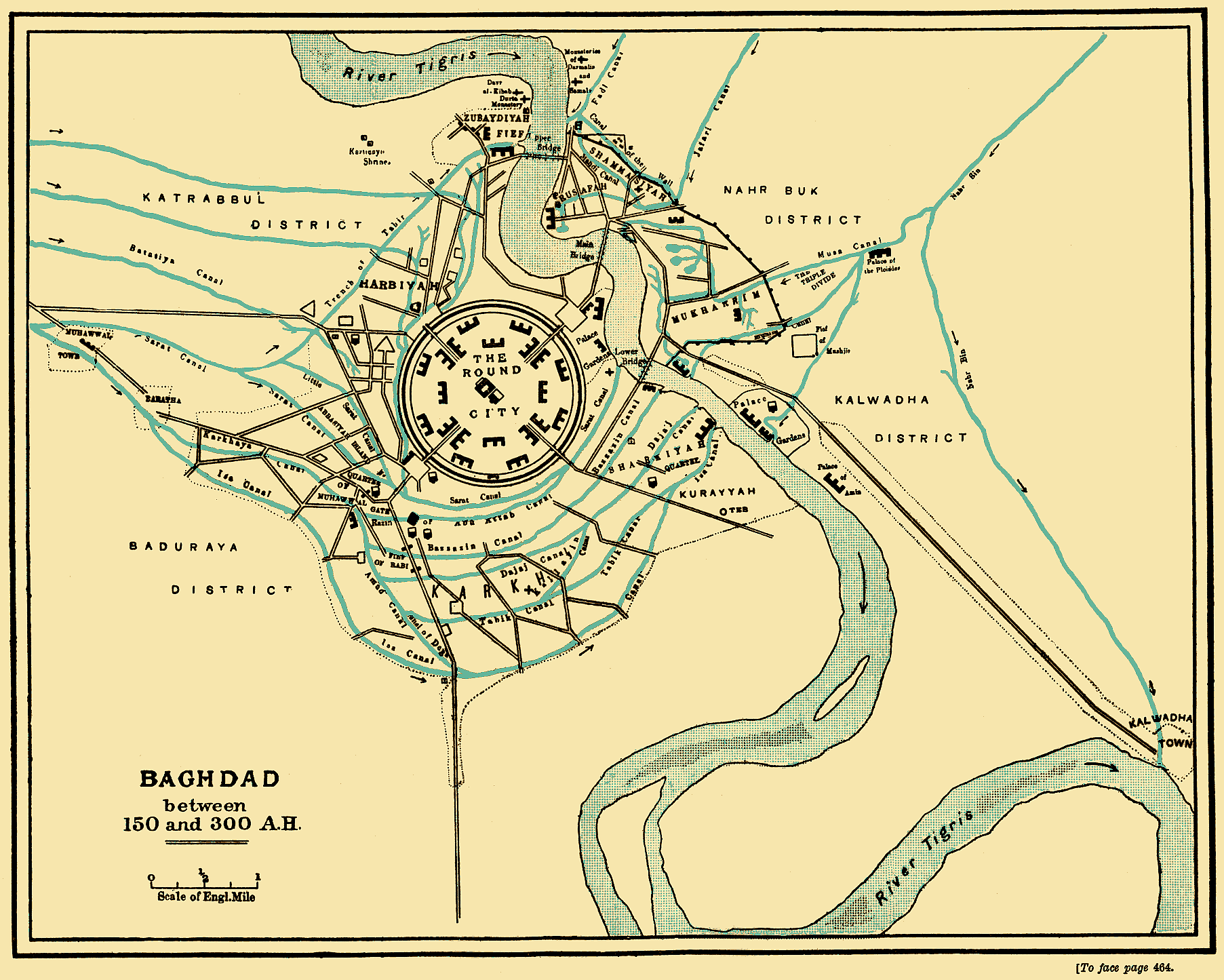
شهر گرد بغداد

- دروازه خراسان در شرق شهر گرد بغداد
- پل اصلی بغداد
- دروازه خراسان (باب خراسان) در شرق بغداد[۵]

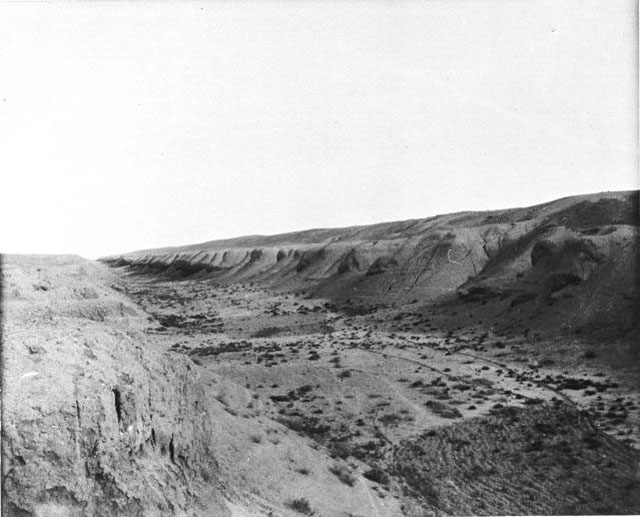
نهروان در سال ۱۹۰۹ میلادی

- نهروان یا جسر نهروان (به معنی «پل نهروان»، روستای صِفوة امروزی) در ناحیه موسوم به «طریق خراسان» (تا سده ۱۴ میلادی)
- بعقوبه مرکز طریق خراسان (تا سده ۱۴ میلادی)[۶]
- دَسْکَرة[۷] یا دسکرة الملک، مطابق با شهر ساسانی دستگرد[۸]
- جلولا
- خانقین

- قصر شیرین[۹]

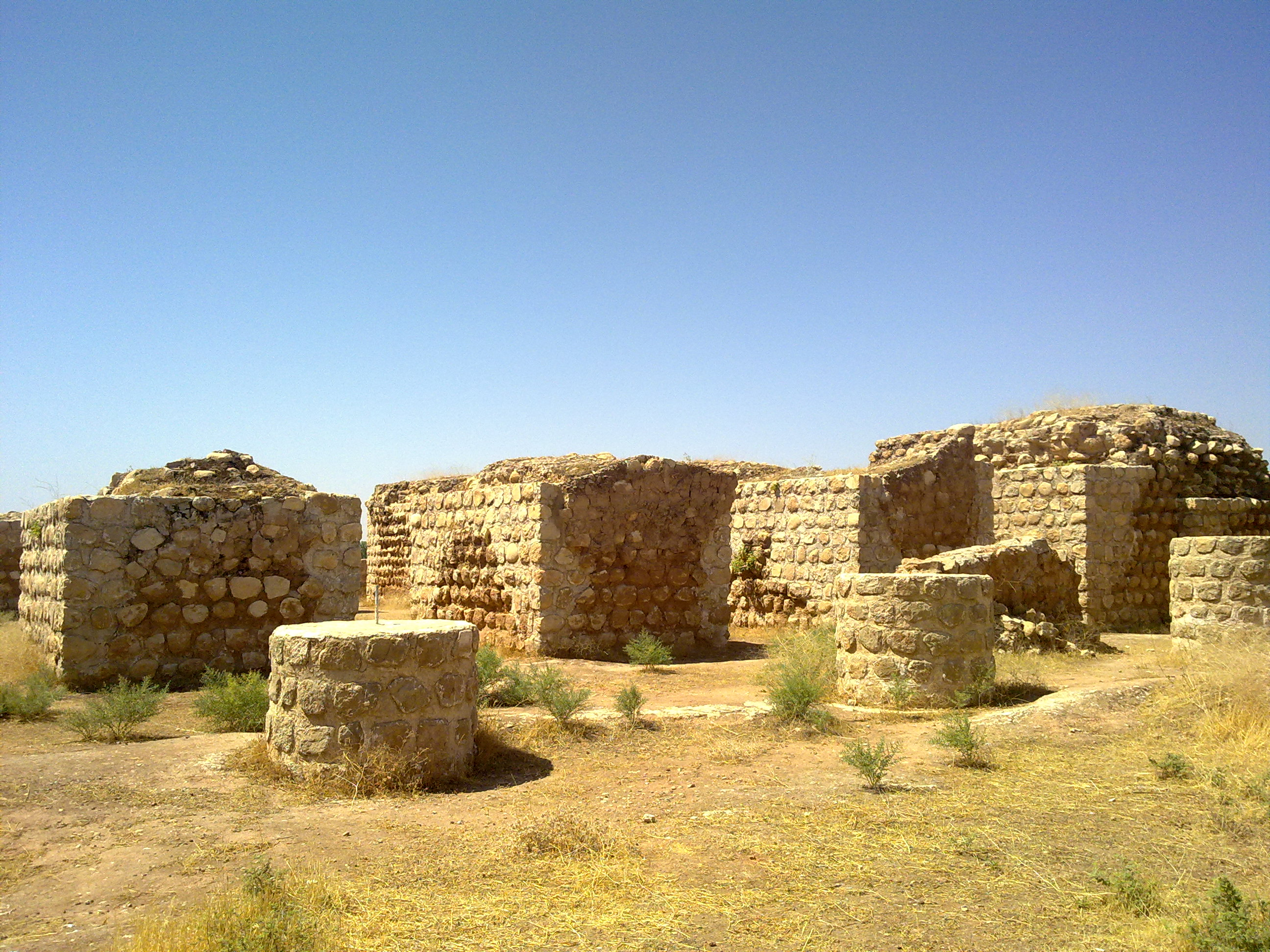
بقایای قصر شیرین

- شهر حلوان (سرپل ذهاب امروزی) در ناحیه جبال[۱۰] این آخرین شهر عراق بوده است.[۱۱]
- ماذَروستان، که ویرانه‌های یک قصر متعلق به بهرام گور بوده است.[۱۲]
- مرج القلعة (به معنی «چراگاه قلعه»؛ قلعه سرخه‌دیزه؟)[۱۳] شهری دارای استحکامات که مکان آن امروزه ناشناخته است، اما در نزدیکی شهر کرند و روستای خوشان بوده است)
- طزر (= قصر یزید؟)
- الزبیدیة، (اسلام‌آباد غرب امروزی)[۱۴]
- قصر عَمر[۱۵]
- قرمیسین یا شهر کرمانشاه[۱۶]
- قنطرة مریم (به روایت قدامه)
- مسحمة (به روایت قدامه)
- الدکان (به روایت ابن خردادبه)

- قصر اللصوص (کنگاور)

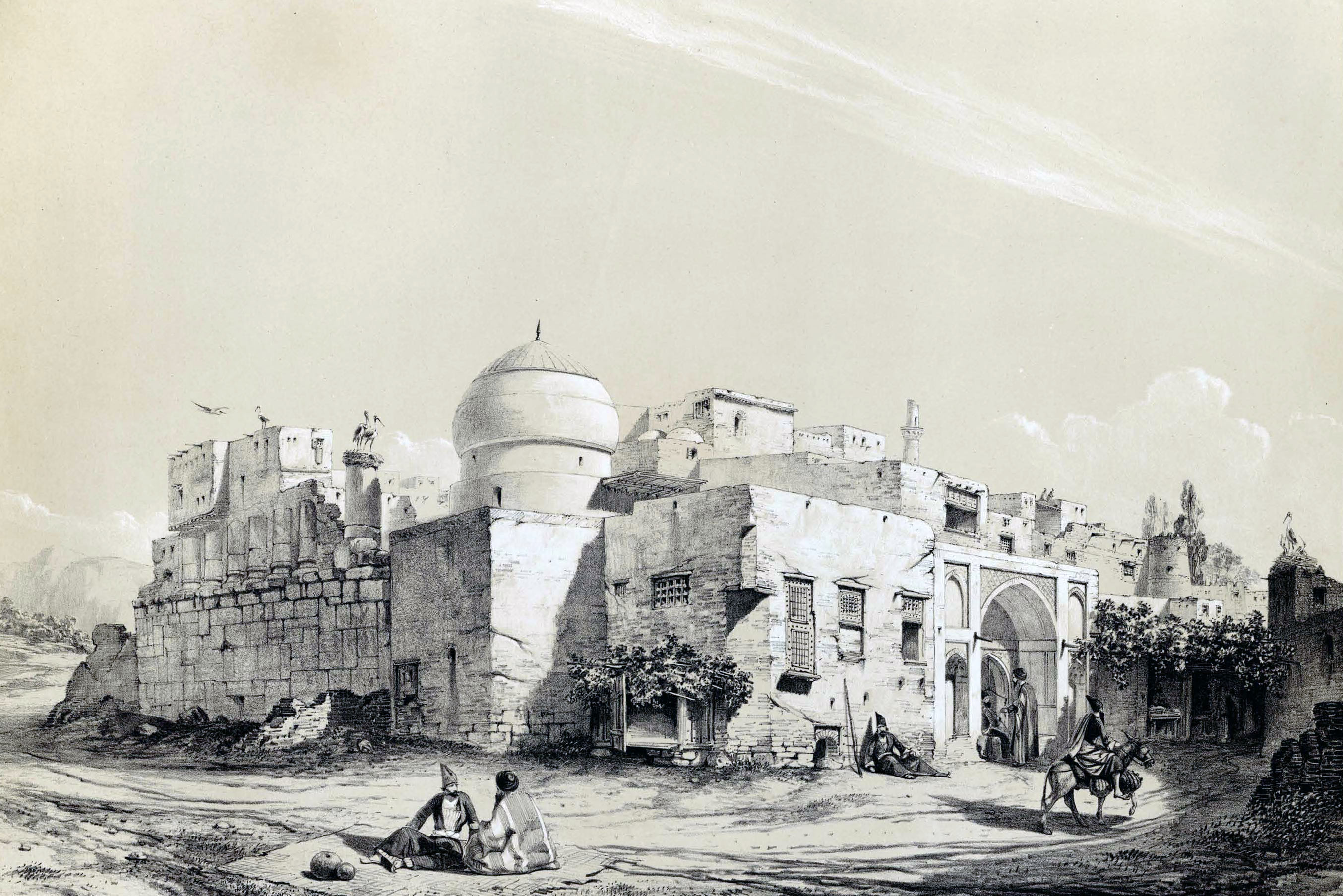
کنگاور در سال ۱۸۴۰ میلادی

- ایستگاه پستی خُنداد در نزدیکی روستای اسداباد
- قرية العسل (به معنی «روستای عسل»)

- پایگاه نظامی جند در نزدیکی همدان

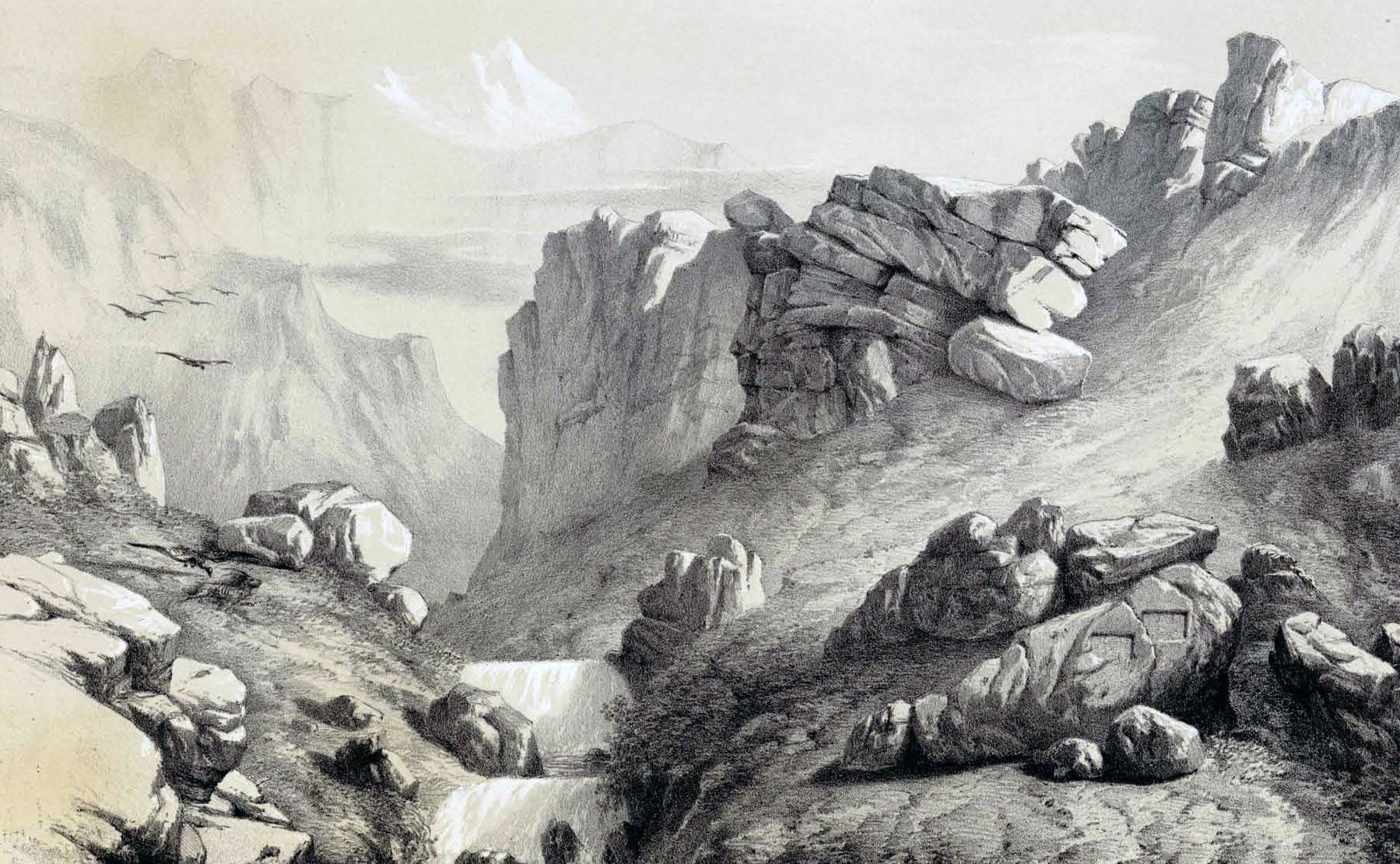
کوهستان الوند در سال ۱۸۴۰ میلادی

- شهر همدان (در روایت ابن خردادبه نیست)[۱۷]
- دریرا
- بوزَنجرد
- اززة یا درة یا زرة؟
- طزرة
- الاساورة
- الروذه؟ (الروزة یا بوسة ورودة یا دروة وبوسة)
- داوراباد
- سوسربین؟ (در روایت قدامه نیست)
- شهر ساوه
- مسكویة
- قسطانة[۱۸]

- شهر ری[۱۹]
- مُفَضَّلاباد
- افریدین یا فرخدین[۲۰]

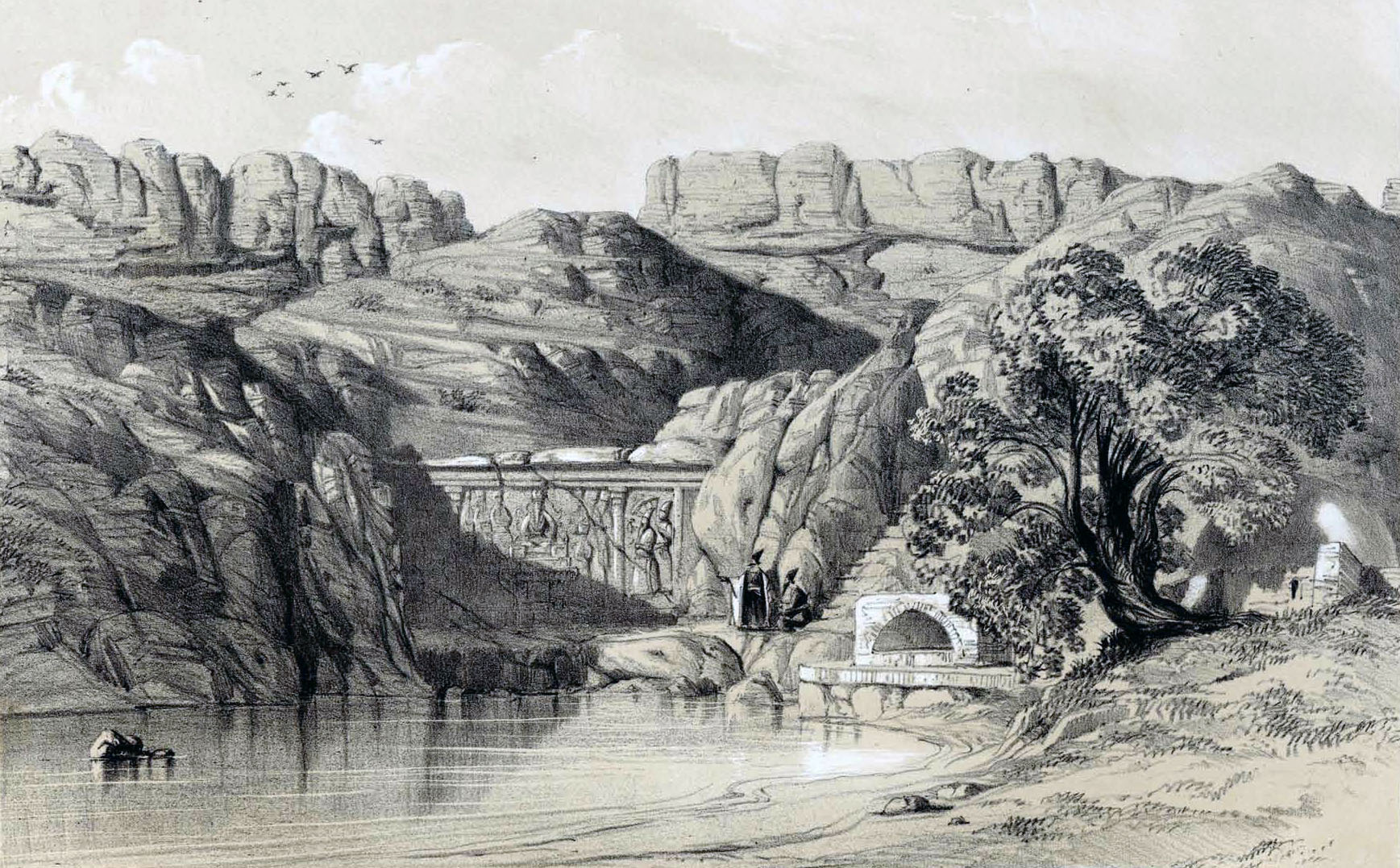
ویرانه‌های ری

- کاست (در روایت ابن خردادبه کاست قبل از فرخدین است)
- کهده یا کهنده[۲۱]
- شهر خوار (گرمسار امروزی) در استان قومس
- قصر الملح (به معنی «قصر نمک») یا قریة الملح (به معنی «روستای نمک»)
- رأس الکلب (روستای لاسجرد امروزی)
- ایستگاه میانی سیرَج (به روایت قدامه)
- شهر سمنان
- حزين یا احزين یا اجومن؟

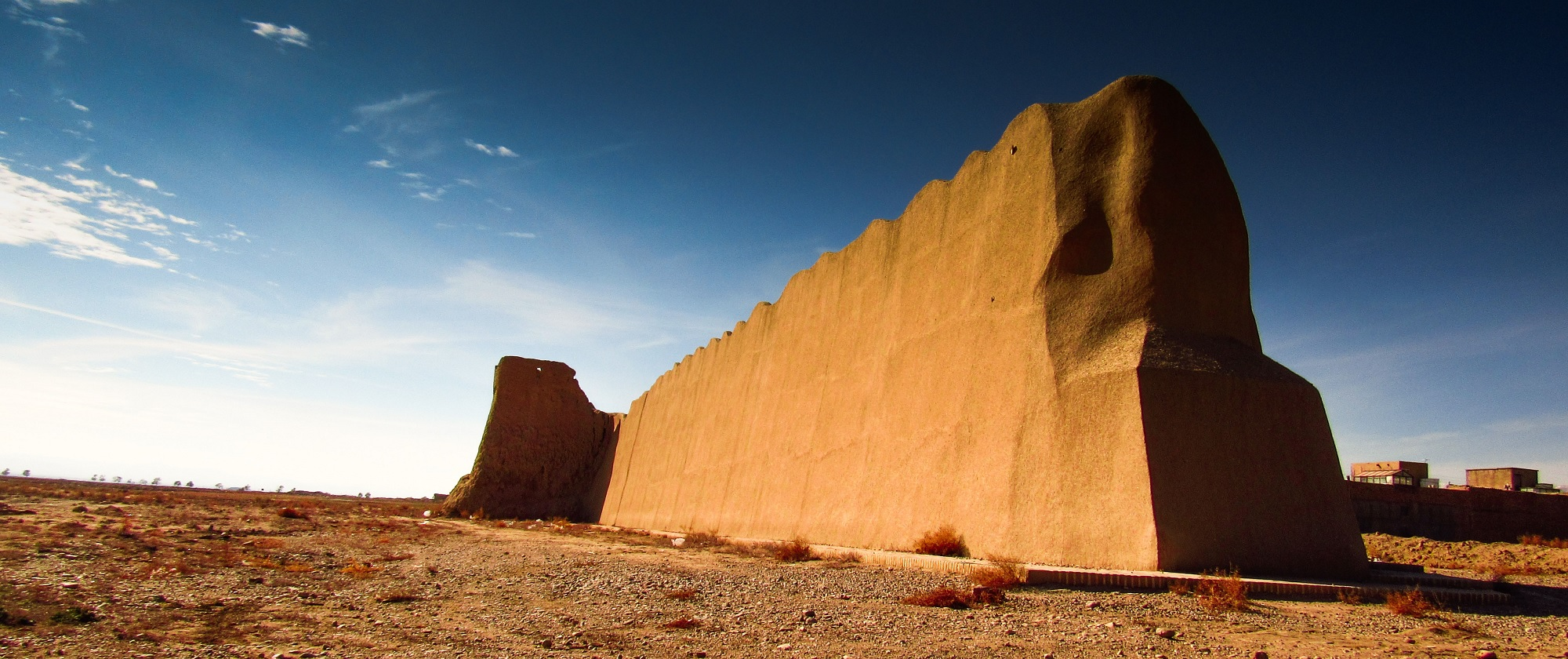
بقایای دیوار باروی دامغان

- شهر دامغان یا شهر قومس. در روایت قدامه، جرمجوی یا جرم جوی (عربی‌شده گرم‌جوی) و ایستگاه میانی قرية دابة قبل از شهر قومس آمده است. طبق اصطخری نیز دو ایستگاه بین سمنان و شهر قومس بوده است: علی‌آباد و جرمجوی.
- روستای الحدادة (به معنی «محل آهنگری») یا مهماندوست
- بسطام
- بذش = حدين = كرمن = جرین. ممکن است بذش نام روستا و جرین نام ایستگاه پستی مربوط به آن بوده باشد.[۲۲][۲۳]

در استان خراسان جاده به دو انشعاب تقسیم می‌شده است:
- جاده شمالی که جاده کاروان نام دشت:
  - جاجرم
  - آزادوار در ولایت جوین
  - شهر نیشابور قدیم

- جاده جنوبی که جاده پستی نام داشت:
  - مورجان (فقط در روایت ادریسی)
  - میمل
  - هفت‌در (هفدر یا افتر امروزی)
  - اسدآباد
  - بهمن‌آباد یا مزینان (از هر یک از این دو جای می‌شد عبور کرد)
  - شهر بیهق (سبزوار امروزی)
  - شهر خسروجرد
  - حسیناباد (فقط در روایت مقدسی) = جساباد (فقط در روایت ادریسی)
  - نيسكند
  - شهر نیشابور[۲۴][۲۵]

جاده شمالی به دلیل وجود روستاهای متعدد و فراوانی علوفه در ولایت جوین بیشتر مورد استقبال کاروان‌ها بوده است.
بعد از دزباد (به عربی قصر الریح) جاده دوباره به دو انشعاب تقسیم می‌شده است:
جاده جنوب غربی به سمت هرات و از آنجا به ولایت غور و زرنج ختم می‌شده است. جاده شمال شرقی به آسیای میانه می‌رقته است و مسیر آن چنین بوده است:
- روستای الحمراء

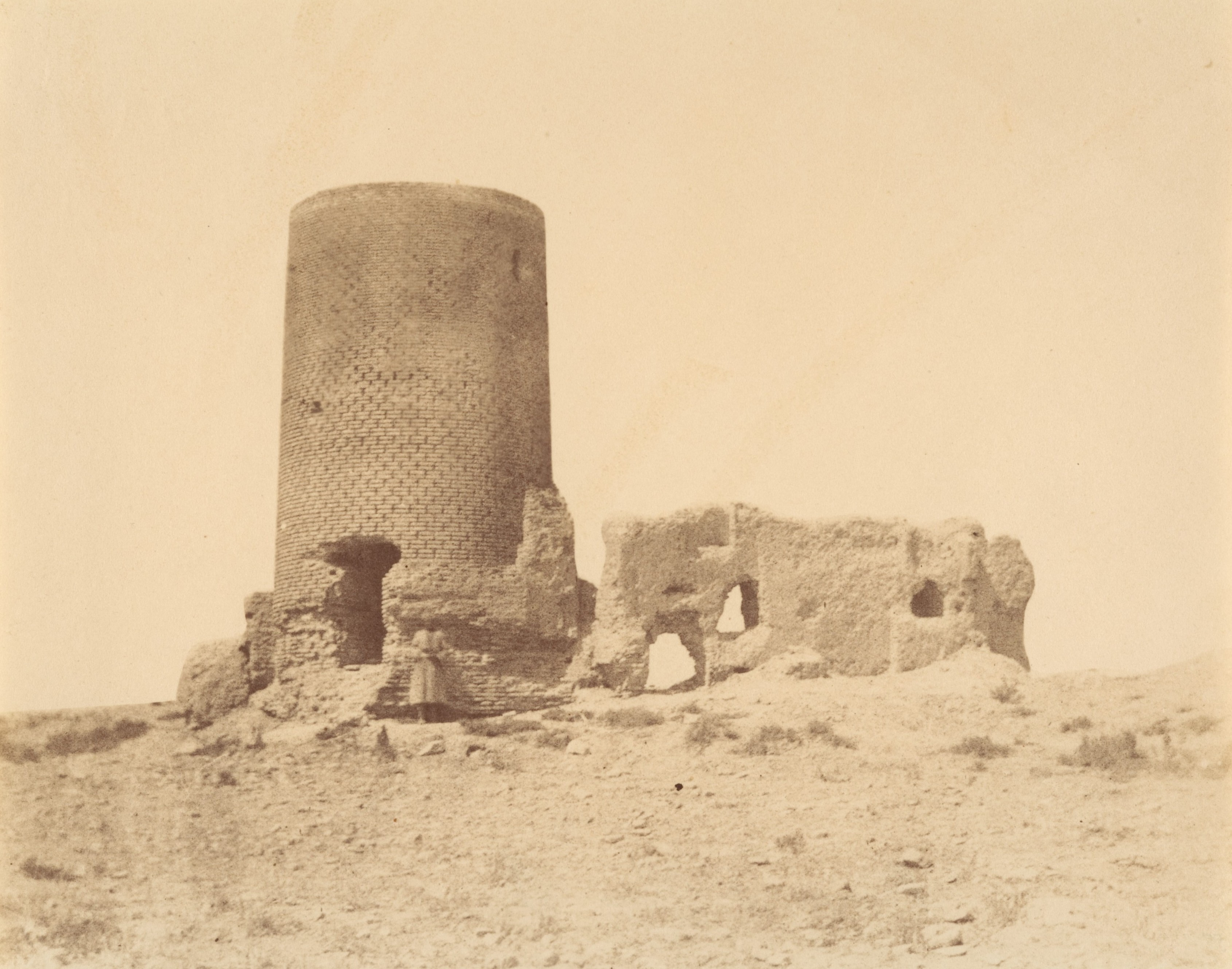
ویرانه‌های توس

- شهر طوس (در روایت ابن خردادبه و قدامه) یا مشهد (در روایت المقدسی)
- نوقان (در روایت ابن خردادبه و قدامه) یا طابران (در روایت المقدسی) که هر دو شهرهای اصلی ولایت طوس بوده‌اند.
- مزداوند
- سرخس
- قصر التجار
- دندانقان

- شهر مرو (و مرو الروذ)
- کشماهن که روستایی بزرگ بوده است
- الدیوان یا الایوان
- الطهملح
- Mansaf
- الاحصا
- نهر عثمان یا بیر عثمان
- العقیریل (فقط در روایت قدامه)
- شهر آمل (ترکمن‌آباد امروزی)

- (رود آمودریا)

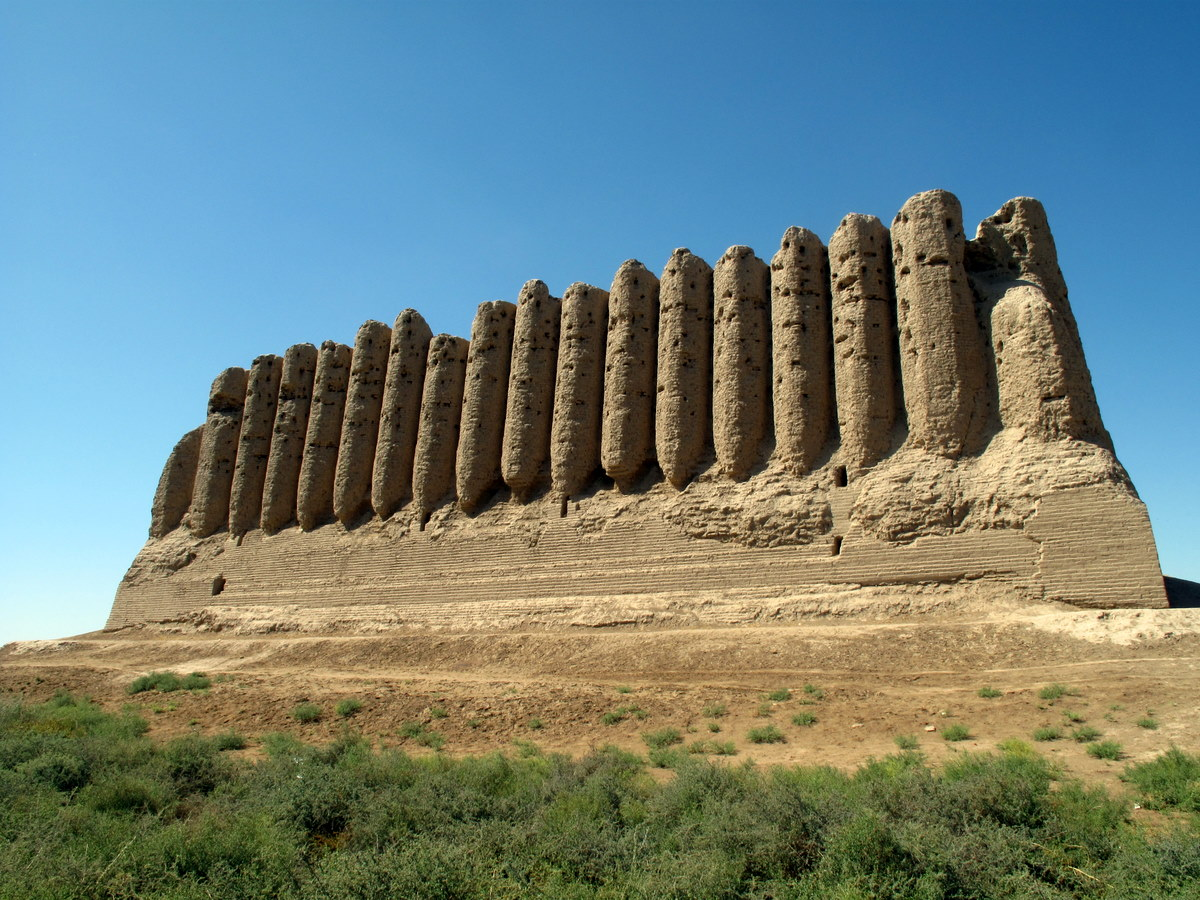
ویرانه‌های مرو

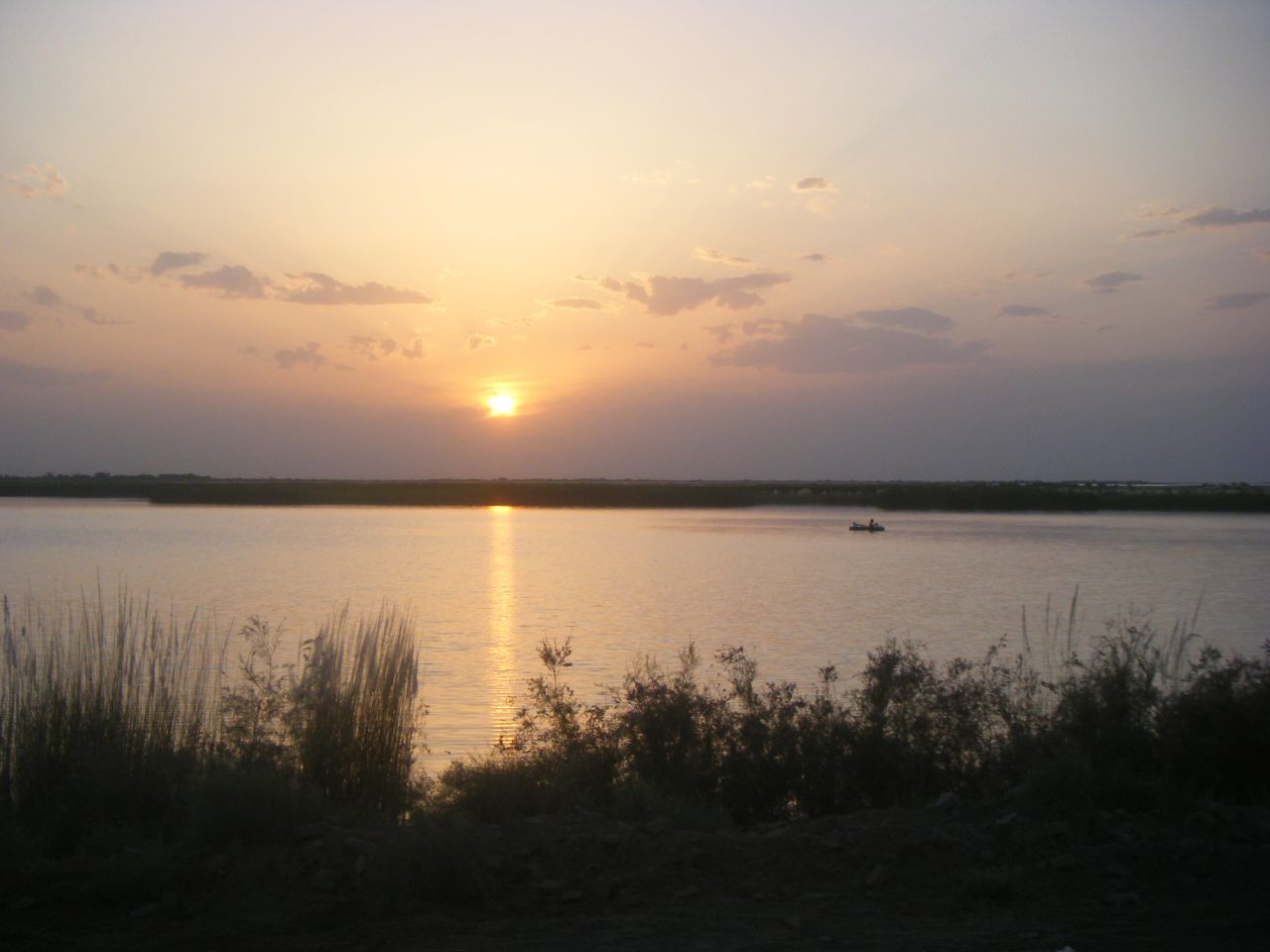
رود آمودریا

- حصن جعفر یا حصن اُم جعفر، از مسیر بیابان
- بیکند
- باب حائط بخارا (در روایت قدامه) یا رباط بخارا (در روایت ابن خردادبه)
- روستای یاسرة (در روایت قدامه) یا ما سلس (در روایت ابن خردادبه)

- شهر بخارا
- سُرغ
- طواویس
- کول
- كرمینیة
- دَبوسیة
- اَربِنْجَن (رَبِنجَن)
- رُزمان
- قصر علقمة
- شهر سمرقند[۲۸][۲۹]
- بارکِث
- جَسریفی
- فَورَهة

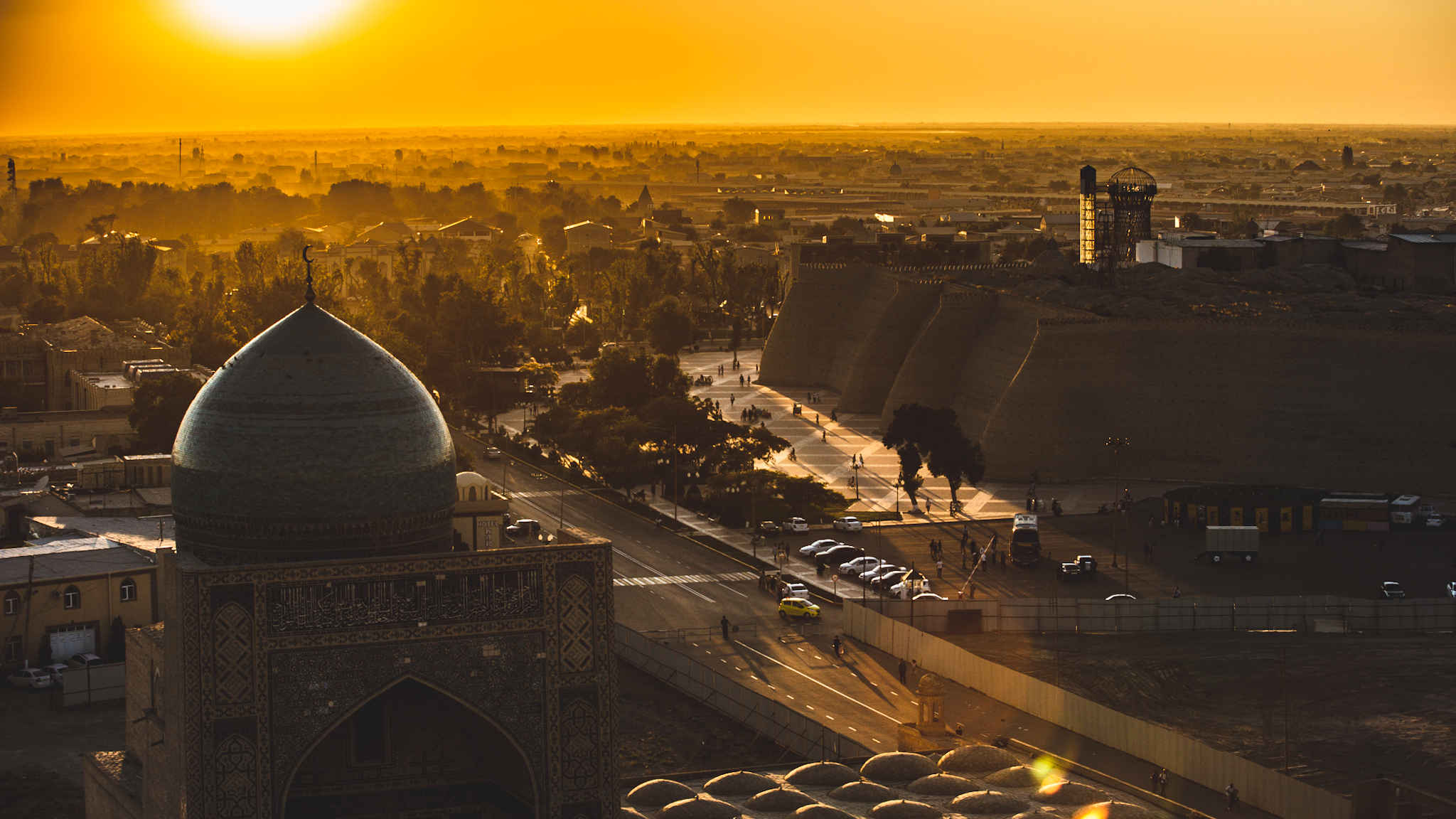
بخارا

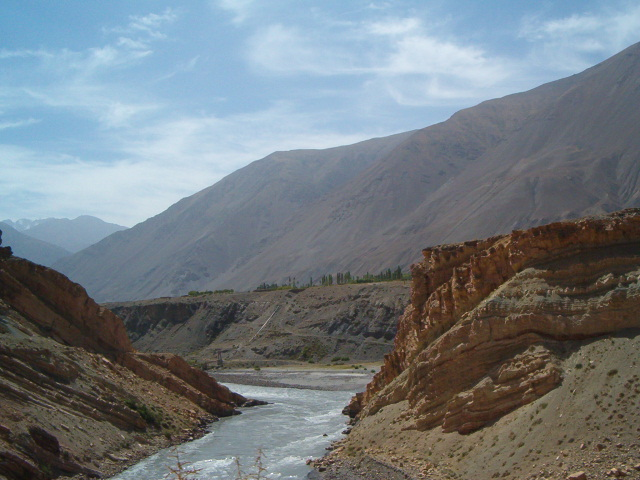
رود زرافشان

- رود سغد که امروزه به آن «زرافشان» گویند
- زامین در اسروشنه[۳۰]

در اینجا دوباره جاده به دو قسمت منشعب می‌شده است: جاده شمالی که با شاش (تاشکند امروزی) می‌رفته است و جاده شرقی که به دره فرغانه و چین ختم می‌شده است.
از مرو الروذ (مرورود) جاده‌هایی به هرات، بلخ و ترمذ می‌رفته است. ار ترمذ نیز جاده‌هایی به چغانیان، ختل، بخارا و سمرقند می‌رفته‌اند. از آمل (ترکمن‌آباد) جاده‌ای به خوارزم و دریاچه آرال می‌رفته است.